# 副腎髄質
副腎髄質（ふくじんずいしつ、英: Adrenal medulla）は、副腎を構成する部分の1つである。副腎皮質に包まれており、副腎の内部を構成している。なお、ヒトでは副腎全体の25％未満に過ぎない。

## 機能
副腎髄質は主にホルモンを作り出すクロム親和性細胞によって構成されており、アミノ酸の1種であるチロシンを原料として、カテコールアミンのアドレナリン、ノルアドレナリン、ドーパミンを作る重要な部分である。
フィジカルトレーニングや切迫した危険な状態の時に反応して、髄質の細胞はカテコールを血液中にアドレナリンとノルアドレナリンとを17:3の割合で放出する。
アドレナリンとノルアドレナリンには心拍数、血圧の増加および上昇、血管収縮、細気管支の拡張、代謝を促進させる特有の効果があるが、これらは闘争逃走反応の特徴である。カテコールアミンの放出は神経衝撃を刺激し、また、カテコールアミンの受容体は体内全域に所在している。

## 起源
髄質の細胞は胚の神経堤から誘導される。これらは軸索と樹枝状突起を失った交感神経系の節後神経線維から修飾され、対応する節前神経線維から神経分布を受け取る。また、節前神経線維と節後神経線維の間のシナプスは自律神経節と呼ばれ、実際は副腎髄質は交感神経系の神経節である。このため副腎髄質はニコチン性アセチルコリン受容体を持っており、交感神経の節前線維が放出するアセチルコリンを受け取っている。

## 病理学
以下の新生物がある。
- 褐色細胞腫 - カテコールアミン産生腫瘍。
- 神経芽細胞腫 - 交感神経原細胞を起源とする腫瘍。
- 神経節細胞腫 - 末梢神経系を起源とする腫瘍。